# Il Moro di Venezia
Le voilier monocoque Il Moro di Venezia  était le challenger italien de la Compagnia della Vela de Venise contre le defender américain America³ du San Diego Yacht Club, lors de la  28e Coupe de l'America (America's Cup) à San Diego, en 1992.

## Contexte
L'homme d'affaires italien Raul Gardini, passionné de course à la voile, a fait fabriquer ses propres bateaux, pour se lancer dans l'aventure de la Coupe de l'America, avec le soutien financier du développement technologique du groupe industriel Montedison. Il Moro di Venezia (Le Maure de Venise) est le bateau pour sa troisième participation à la Coupe de l'America en 1992 (le premier fut le Azzurra (I-4) en 1983, le second Italia (I-7) en 1987).
Pour 1992, 5 coques différentes sont construites :
- Il Moro di Venezia I (ITA-01), lancé à Venise le 11 mars 1990 ;
- Il Moro di Venezia II (ITA-07), lancé à Palma de Mallorque 7 août 1990 ;
- Il Moro di Venezia III (ITA-15), lancé à San Diego le 15 avril 1991 ;
- Il Moro di Venezia IV (ITA-16), lancé à San Diego 15 juin 1991 ;
- Il Moro di Venezia V (ITA-25), lancé à San Diego le 16 décembre 1991.

Après des essais, le n° V est considéré comme le plus compétitif. Il est sélectionné pour la Coupe Louis Vuitton en début d'année 1992.

## Carrière

Guidon de la Compagnia della vela.

Lors de la Coupe Louis Vuitton à San Diego, Il Moro di Venezia (ITA-25), skippé par Paul Cayard, élimine le défi français Ville de Paris (FRA-27) et le Challenge japonais Nippon (JPN-26) dans les demi-finales. En finale, il bat le néo-zélandais Emirates Team New Zealand (NZL-20), lui donnant le droit d'affronter le defender américain America³ (USA-23), devenant ainsi le premier bateau d'un pays non anglophone à participer à la finale de la Coupe de l'America depuis 141 ans d'histoire de cette compétition.
Lors de la 1992 America's Cup (en), qui s'est déroulé à San Diego du 9 au 16 mai, il est vaincu par America³ par 4 manches à 1.
Le bateau est restauré dans les années 1990. En 1997, il est acheté par AmericaOne pour servir de bateau d'essai. En 2001, il est racheté par Seattle Challenge. Finalement il est acquis par William Koch pour concourir au America's Cup Jubilee Regatta à Cowes contre America³ (USA-23) puis est revendu en 2006.